# Світле (Одеський район)
Сві́тле — селище Фонтанської сільської громади в Одеському районі Одеської області в Україні. Населення становить 661 осіб.
В селі діє початкова школа.

## Населення
Згідно з переписом УРСР 1989 року чисельність наявного населення селища становила 599 осіб, з яких 282 чоловіки та 317 жінок.
За переписом населення України 2001 року в селищі мешкала 661 особа.

### Мова
Розподіл населення за рідною мовою за даними перепису 2001 року:
| Мова       | Відсоток |
| ---------- | -------- |
| українська | 76,25 %  |
| російська  | 23,45 %  |
| болгарська | 0,15 %   |
| молдовська | 0,15 %   |